# Bucoides
Bucoides – rodzaj chrząszczy z rodziny kózkowatych i podrodziny zgrzypikowych.

## Zasięg występowania
Przedstawiciele tego rodzaju występują w Ameryce Południowej, notowani w Ekwadorze i Brazylii.

## Systematyka
Do Bucoides należą 3 gatunki:
- Bucoides erichsoni
- Bucoides exotica
- Bucoides montana